# EXPO Kraków
Trung tâm hội nghị và triển lãm quốc tế EXPO Kraków là một trung tâm triển lãm và hội nghị nằm ở Kraków, Ba Lan. Đây là cơ sở đa năng lớn nhất ở miền nam đất nước. Nó được sở hữu và điều hành bởi Targi w Krakowie. Nó được khai trương vào ngày 14 tháng 5 năm 2014. EXPO Kraków được thiết kế để phù hợp để tổ chức các hội chợ thương mại, đại hội, buổi hòa nhạc, tiệc, trình bày sản phẩm, biểu diễn nhà hát, chương trình thời trang và các sự kiện thể thao. Tòa nhà có tổng diện tích bề mặt có thể sử dụng là 13.000 mét vuông (140.000 foot vuông) bao gồm hai hội trường cao 12 mét (39 ft) với tổng diện tích 9.000 mét vuông (97.000 foot vuông) và 12 phòng hội thảo mô-đun.

## Cơ sở vật chất
Trung tâm hội nghị và triển lãm quốc tế EXPO Kraków có diện tích 7,2 hécta (18 mẫu Anh). Tổng diện tích bề mặt có thể sử dụng là 13.000 mét vuông (140.000 foot vuông) bao gồm:
- Hai phòng triển lãm với tổng sức chứa 9.000 mét vuông (97.000 foot vuông)     (Hội trường Wisla - 5.000 mét vuông [54.000 foot vuông], hội trường Dunaj - 4.000 mét vuông [43.000 foot vuông]) và khả năng chịu tải là 40 kPA
- 12 phòng hội thảo mô-đun máy lạnh
- 4 phòng họp
- Sảnh đợi
- Nhà hàng

EXPO Kraków cũng là trụ sở của Targi w Krakowie. Bãi đậu xe phía trước tòa nhà có thể chứa hơn 700 xe hơi.

## Sự kiện
Nhiều sự kiện đã được tổ chức tại EXPO Kraków. Trong số những sự kei6n5 được tổ chức bởi Targi w Krakowie là:
- Hội chợ thương mại nha khoa quốc tế tại Krakow
- MOTO SHOW Kraków
- Hội chợ thương mại về giải pháp và công nghệ di động Mobile-IT
- Hội chợ thương mại quốc tế về cách điện công nghiệp
- Hội chợ thương mại du lịch mùa đông
- Trạm trượt tuyết và thiết bị nghỉ dưỡng mùa đông
- Hội chợ gia công, gia công và sơn phủ kim loại
- Hội chợ thương mại quốc tế về máy công cụ, dụng cụ, thiết bị và thiết bị gia công nguyên liệu
- Hội chợ sách quốc tế tại Krakow
- Hội chợ thương mại quốc tế về khách sạn và thiết bị phục vụ ăn uống
- Thực phẩm và đồ uống cho hội chợ thương mại phục vụ
- Hội chợ thương mại rượu vang quốc tế tại Krakow